# Wolverine - L'immortale
Wolverine - L'immortale (The Wolverine) è un film del 2013 diretto da James Mangold.
Basato sull'omonimo personaggio di Marvel Comics e liberamente ispirato alla miniserie a fumetti Wolverine del 1982 scritta da Chris Claremont e illustrata da Frank Miller. È il sequel del film X-Men le origini - Wolverine (2009) e il sesto della serie di film X-Men, collocato tra X-Men - Conflitto finale (2006) e X-Men - Giorni di un futuro passato (2014).

## Trama
Nel 9 agosto 1945, Logan è tenuto prigioniero in una cella sotterranea a Nagasaki. Durante lo scoppio della bomba atomica, Logan salva un soldato di nome Yashida, che rimane piuttosto sorpreso dai poteri del mutante.
Nel presente, Logan vive come un eremita, in voluto isolamento sulle montagne dello Yukon, dove sperimenta allucinazioni riguardo a Jean Grey, la donna mutante che amava e che è stato costretto a uccidere un anno prima. Per questo Logan si è imposto di non fare più del male a nessuno nella sua lunghissima vita da immortale ed ha abbandonato l'identità di Wolverine. Un giorno viene localizzato da Yukio, una giovane mutante che ha il potere di prevedere le morti altrui, al servizio di Yashida, ora divenuto il capo di una potente corporazione tecnologica in Giappone, la Yashida Industries. Yashida sta morendo e vorrebbe che Yukio portasse Logan in Giappone per dirgli addio e ringraziarlo per avergli salvato la vita nel 1945. Riluttante, Logan accetta e si reca a Tokyo, dove fa la conoscenza della dolce Mariko, la nipote di Yashida, e il padre, Shingen. Il vecchio e morente Yashida fa una proposta a Logan: trasferire le straordinarie abilità rigenerative del mutante nel suo corpo per diventare immortale al suo posto. Yashida, infatti, capisce che Logan vede il dono dell'immortalità come una maledizione e desidera concedergli l'opportunità di vivere una vita mortale e morire. Logan tuttavia rifiuta e decide di andarsene il giorno dopo. Nella notte Viper, la dottoressa che segue Yashida, introduce qualcosa nel corpo del mutante; Logan, però, scambia tutto ciò per un incubo, non preoccupandosene.
Durante la notte Yashida muore e il giorno successivo al funerale la Yakuza tenta di rapire Mariko. Logan cerca di salvarla ma viene ferito, accorgendosi di non riuscire più a guarire istantaneamente come prima. Aiutati da Harada, arciere e guardia del corpo di Mariko, Logan scappa con la ragazza. Saliti su un treno Shinkansen, Logan deve fronteggiare nuovamente alcuni gangster della Yakuza, quindi decide di nascondersi con la ragazza in un love hotel. Logan ha di nuovo alcune allucinazioni su Jean e perde i sensi a causa delle gravi ferite; quando si sveglia, Logan scopre di essere stato curato da un veterinario, nipote della proprietaria dell'hotel, su richiesta di Mariko. Nel frattempo Harada incontra Viper che, dopo averlo minacciato con i suoi poteri, gli ordina di trovare Logan e Mariko, i quali nel mentre giungono nella vecchia casa di Yashida a Nagasaki, dove decidono di trascorrere la notte ed entrano in intimità. Logan decide di svelarle qualcosa in più sul suo passato, in particolar modo su Jean Grey; intanto Yukio prevede la morte di Logan e lo raggiunge per avvertirlo. La mattina seguente Mariko viene rapita dalla Yakuza; Yukio si riunisce con Logan e insieme si recano da Noburo Mori, un corrotto ministro della giustizia in affari con Shingen e promesso sposo di Mariko. Logan interroga Mori e scopre che Shingen ha ordinato la morte di Mariko per avere il controllo della società del vecchio padre, il quale l'ha lasciata in eredità alla nipote.
Mariko viene portata al cospetto di suo padre Shingen, ma prima che questi ordini di ucciderla, lei viene portata via dai ninja al servizio di Harada. Logan, volendo scoprire perché non riesce più a guarire, torna a casa di Yashida a Tokyo con Yukio e tramite un macchinario diagnostico scopre che Viper ha introdotto un parassita nel suo cuore che sopprime il suo fattore di guarigione. Logan decide dunque di aprirsi il torace con gli artigli e strappare via da solo il parassita, anche se Yukio lo avverte che così morirà. Nel frattempo Shingen entra nella stanza e ingaggia una lotta con Yukio; Logan riesce a liberarsi dal parassita e, nonostante una breve morte temporanea, nuovamente in possesso del suo fattore di guarigione, riesce a riprendersi e fermare Shingen, uccidendolo.
Logan rintraccia Mariko al villaggio natale di Yashida, ma viene catturato dagli uomini di Harada e imprigionato da Viper, che intende ancora appropriarsi del suo fattore di guarigione. Mariko riesce a fuggire dalle braccia di Harada e salva Logan, liberandolo. Viper scatena il Silver Samurai, un'armatura robotica fatta di indistruttibile adamantio, che con la sua spada incandescente taglia gli artigli di Logan e inizia a drenare il suo fattore di guarigione. Harada, deciso a redimersi, viene ucciso dal robot nel tentativo di aiutare Logan. Yukio entra nella struttura e ingaggia una lotta mortale con Viper, che uccide con estrema difficoltà, mentre Logan continua a combattere il Silver Samurai. Distruggendo una parte dell'armatura, scopre che al comando del robot c'è Yashida, che ha finto la sua morte e che grazie al fattore di guarigione sta riacquistando la giovinezza, mentre Logan comincia a morire. Mariko tuttavia accoltella il nonno e salva Logan, il quale rigenera i suoi artigli di osso e riesce a uccidere Yashida gettandolo nel vuoto. Logan collassa a terra e ha una nuova allucinazione di Jean, la quale lo invita a lasciarsi andare, morire e raggiungerla, ma Logan rifiuta, dicendo che è suo dovere fare ciò che ha fatto e così facendo riesce a liberarsi del senso di colpa che lo tormentava. Mariko diventa presidente della Yashida Industries e dice addio a Logan, il quale decide di andarsene dal Giappone. Yukio decide di seguire Logan come sua guardia del corpo e questi le dice di non sapere dove andare e che decideranno strada facendo.
In una scena a metà dei titoli di coda ambientata due anni dopo, Logan torna negli Stati Uniti e viene avvicinato, dopo aver assistito ad una pubblicità della Trask Enterprises, dall'ex nemico Magneto e dal redivivo Professor X, i quali chiedono il suo aiuto per combattere una nuova minaccia che potrebbe porre fine all'esistenza dei mutanti.

## Produzione
Dopo l'uscita di X-Men le origini - Wolverine (2009), il regista della pellicola, Gavin Hood, si interrogò sulla possibilità di realizzare un nuovo film ambientato in Giappone e basato sulla miniserie a fumetti Wolverine scritta da Chris Claremont e illustrata da Frank Miller.
Il film venne confermato il 5 maggio 2009. Il titolo originale della pellicola, The Wolverine, fu annunciato a novembre 2010. In merito alla scelta del titolo e al legame tra The Wolverine e il suo predecessore, Hugh Jackman affermò:

### Regia

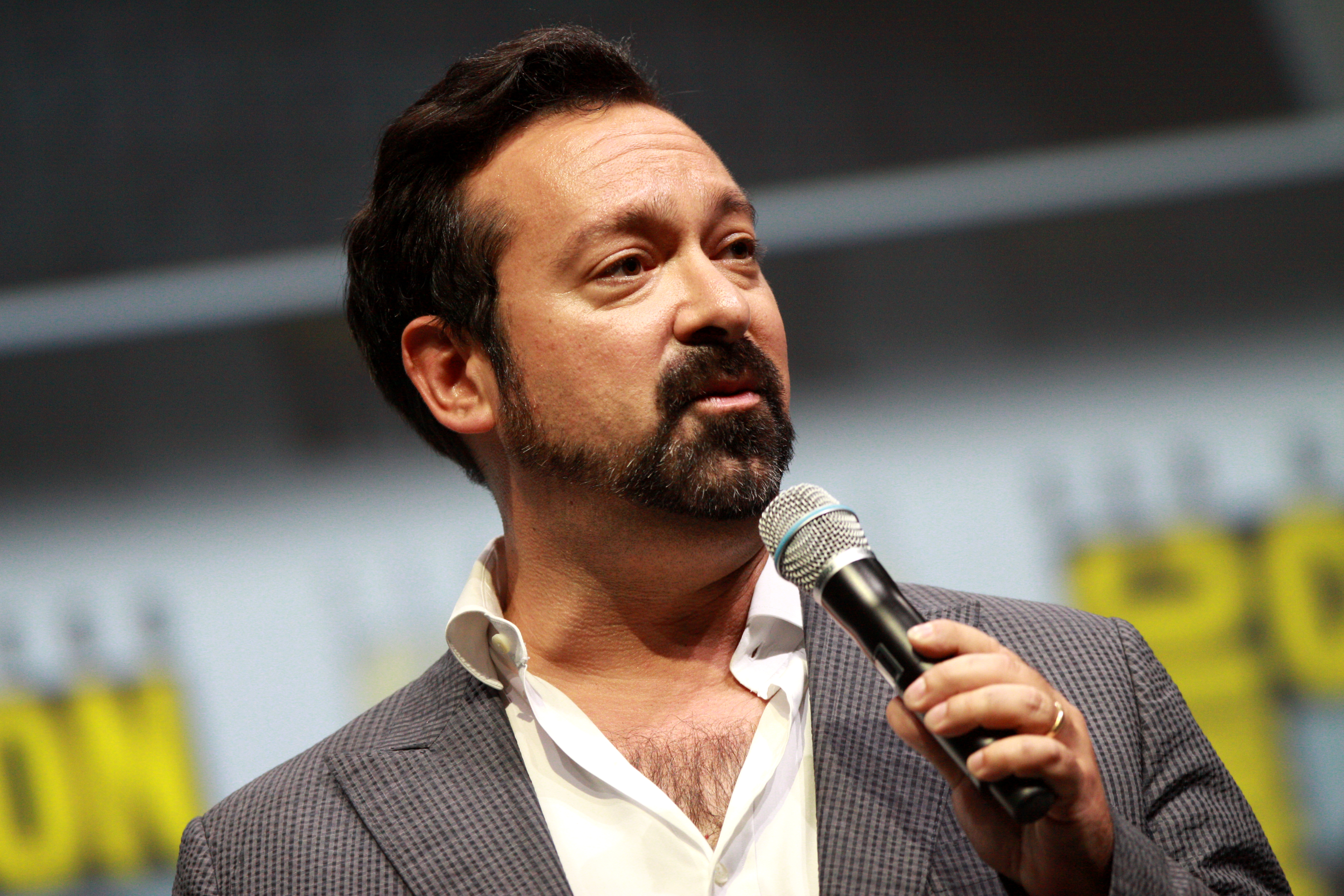
James Mangold, regista della pellicola, presenta il film al San Diego Comic-Con International 2013

Dopo diverse trattative, Darren Aronofsky fu assunto come regista. Anche Bryan Singer fu considerato per il ruolo, ma questi rifiutò l'offerta. Nel marzo 2011, il progetto venne ritardato per il terremoto e maremoto del Tōhoku del 2011 e per l'abbandono di Aronofsky al progetto. Riguardo ai motivi che lo spinsero a lasciare la produzione, Aronofsky disse:
Così la produzione entrò in trattative con i registi José Padilha, Doug Liman, Antoine Fuqua, Mark Romanek, Justin Lin, Gavin O'Connor, James Mangold e Gary Shore per trovare il sostituto di Aronofsky. Anche Guillermo del Toro si propose come regista, ma preferì rifiutare perché non voleva passare due o tre anni a lavorare al progetto. La regia, alla fine, fu affidata a Mangold.
Dopo la sua assunzione, Mangold cambiò cronologia al film: se in origine la pellicola doveva essere un prequel della quadrilogia sugli X-Men, con l'arrivo del nuovo regista si decise di rendere Wolverine - L'immortale un vero e proprio sequel di X-Men - Conflitto finale. Durante le riprese, Mangold si ispirò alle seguenti pellicole: 13 assassini, Musashi Miyamoto, Il cavaliere della valle solitaria e Il texano dagli occhi di ghiaccio, Il braccio violento della legge e Chinatown, Erbe fluttuanti, Hong Kong Express e Happy Together.

### Sceneggiatura
Christopher McQuarrie fu assunto ad agosto del 2009 per scrivere la sceneggiatura della pellicola, basata sulla miniserie Wolverine del 1982 scritta da Chris Claremont e illustrata da Frank Miller, che fu la prima avventura del personaggio come unico protagonista. La decisione di basarsi su questo arco narrativo venne in mente proprio allo stesso McQuarrie che, con la sua idea, convinse sia l'attore Hugh Jackman, sia il capo della DreamWorks Animation Jeffrey Katzenberg.
Dopo la conferma di James Mangold alla regia, questi assunse Mark Bomback per riscrivere il copione del film già steso da McQuarrie. Bomback si limitò soltanto a modificare una piccola parte della sceneggiatura, lasciando invariato l'85% della versione originale scritta precedentemente da Claremont. Riguardo alla versione scritta da Bomback, il regista James Mangold affermò che la storia, rispetto a quella scritta da McQuarrie, sarebbe stata maggiormente focalizzata sullo «smarrimento di Logan nell'isolata terra giapponese, con la sua cultura di gangster e ninja».
Nel corso di un'intervista, Bomback affermò di aver seriamente pensato di inserire il personaggio di Rogue (interpretata da Anna Paquin nella quadrilogia). Bomback, seppur dispiaciuto per non essere riuscito a trovare un'idea adatta che permettesse il coinvolgimento di Rogue, spiegò che il personaggio non avrebbe comunque funzionato all'interno della pellicola: "Mi dispiace di non essere riuscito a trovare un'idea adatta, ma quando guardo il film adesso mi rendo conto che sarebbe sembrato fuori luogo inserirla solo per mostrare un altro personaggio dell'universo X-Men".
In origine, la produttrice Lauren Shuler Donner avvicinò Simon Beaufoy per scrivere la sceneggiatura, ma questi rifiutò.

### Cast

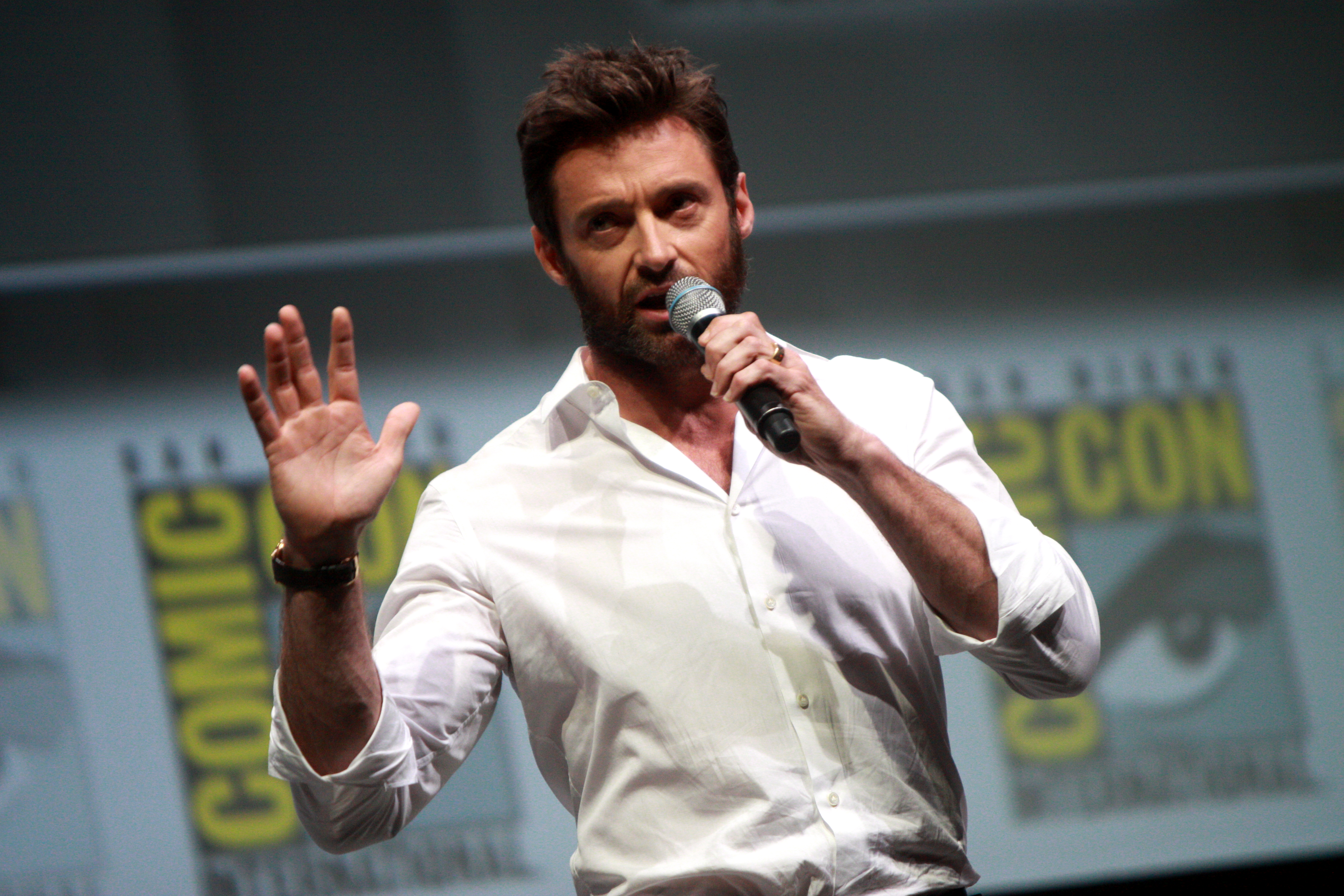
Hugh Jackman, protagonista e produttore della pellicola, presenta il film al San Diego Comic-Con International 2013

- Hugh Jackman è Logan / Wolverine: un mutante ex membro degli X-Men. Jackman, che aveva partecipato anche agli altri adattamenti sugli X-Men, per questo film fu anche produttore, attraverso la sua casa di produzione, la Seed Productions.[17] L'attore rivelò di essere un grandissimo fan della storia scritta da Chris Claremont e illustrata da Frank Miller che ha ispirato la trama della pellicola. Jackman trascorse sei mesi di allenamento per immedesimarsi nel suo ruolo[18], facendosi aiutare anche dal collega e wrestler Dwayne Johnson.[19]
- Tao Okamoto è Mariko Yashida, la figlia di Shingen e la nipote di Ichirō.[20][21]
- Rila Fukushima è Yukio, orfana dei genitori viene accolta dal nonno di Mariko Yashida in casa loro come sua compagna di giochi.[20][21] Jessica Henwick e Katie Leung vennero considerati per il ruolo di Yukio.
- Hiroyuki Sanada è Shingen Yashida.[20][21] Togo Igawa venne considerato per il ruolo prima dell'assunzione di Sanada.
- Will Yun Lee è Kenuichio Harada, amico di infanzia di Mariko Yashida e membro del clan nero al servizio della famiglia Yashida.[22]
- Hal Yamanouchi è Ichirō Yashida / Silver Samurai, il capo del clan a cui apparteneva Shingen Yashida.[20][21] Alla fine del film si scopre che è lui a indossare l'armatura del Silver Samurai. L'attore ha doppiato sé stesso nella versione italiana, inclusa la sua controparte giovanile, interpretata da Ken Yamamura.
- Svetlana Khodchenkova è Ophelia Sarkissian / Viper, una mutante esperta in biochimica. Nel film è in grado di produrre veleni e tossine, mentre nei fumetti dispone anche di notevole velocità e riflessi, oltre ad essere un'eccellente schermitrice e un cecchino infallibile.
- Brian Tee è Noburo Mori, un corrotto ministro di giustizia e promesso sposo di Mariko.[22]
- Famke Janssen è Jean Grey, che vive nella memoria del protagonista dopo essere stata uccisa dallo stesso riluttante Wolverine durante le vicende narrate nel film X-Men - Conflitto finale.

#### Camei
- Patrick Stewart è Charles Xavier / Professor X
- Ian McKellen è Erik Lehnsherr / Magneto

### Riprese

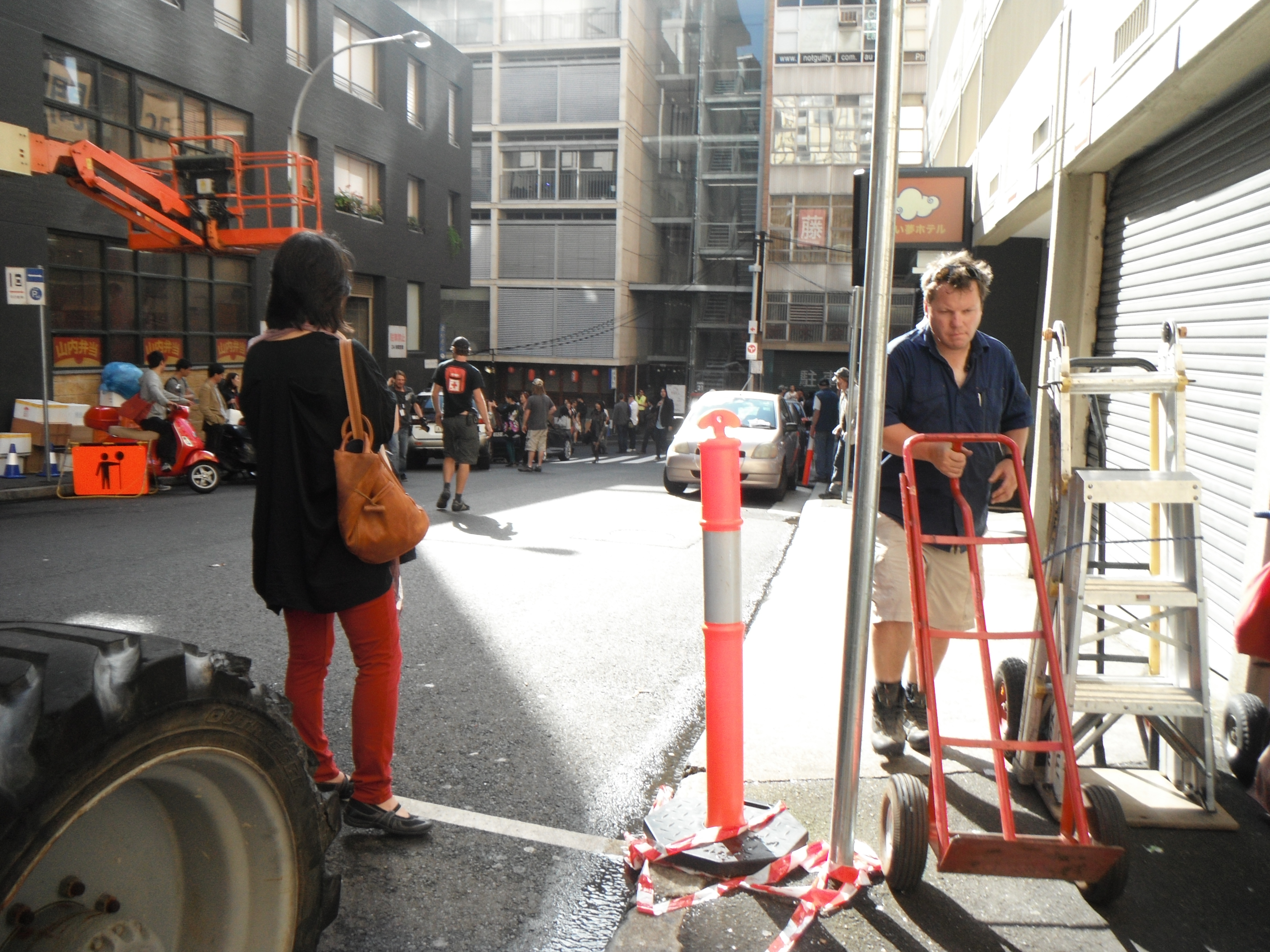
Alcuni membri della troupe del film al lavoro sul set a Surry Hills, Sydney

Con un budget di 125 milioni di dollari, le riprese cominciarono il 30 giugno 2012 e si conclusero il 21 novembre 2012. La maggior parte della pellicola venne girata in diverse località giapponesi e australiane. A fine riprese, il regista James Mangold si incontrò con il produttore Simon Kinberg e Bryan Singer per realizzare la scena dopo i titoli di coda che avrebbe avuto lo scopo di collegare Wolverine - L'immortale con il successivo film sugli X-Men, X-Men - Giorni di un futuro passato. Mangold volle creare una scena che rappresentasse qualcosa di interessante, senza però dare anticipazioni sulla pellicola di Singer. Mangold costruì la scena sul ritorno di Patrick Stewart, alias Charles Xavier e Ian McKellen, alias Erik Lehnsherr/Magneto.
Durante le riprese del film, per le scene del duello finale, Wolverine avrebbe dovuto utilizzare il suo costume originale dei fumetti (seppur con lievi modifiche), che è stato realizzato da Adam Ross e proposto per la sceneggiatura al regista James Mangold, che nonostante fosse d'accordo con l'idea, decise in seguito di non utilizzarlo sul set.

## Distribuzione
I primi due poster ufficiali ed una breve anteprima dal trailer vengono diffusi in rete il 25 marzo. Il 27 marzo viene diffuso in rete il primo trailer ufficiale del film. Il giorno seguente viene diffuso il trailer in lingua italiana su DMAX.it.
Il film è stato distribuito nelle sale cinematografiche statunitensi il 26 luglio 2013, mentre in quelle australiane e italiane il 25 luglio 2013.

### Divieti
Il film è stato vietato ai minori di 13 anni per "violenza, linguaggio volgare, riferimenti sessuali, temi adulti e azione cruenta".

## Accoglienza

### Incassi
Wolverine - L'immortale ha ottenuto un incasso pari a 132,5 milioni di dollari in Nord America e 282 milioni di dollari nel resto del mondo, di cui 6,5 milioni solo in Italia, per un incasso totale di quasi 415 milioni di dollari.

### Critica
Il film ha ricevuto recensioni generalmente positive dalla critica. L'aggregatore di recensioni Rotten Tomatoes riporta una percentuale di gradimento del 71%, basandosi su 262 recensioni, mentre il sito Metacritic attribuisce al film un punteggio di 61 su 100 in base a 46 recensioni.